# Maël-Carhaix
Maël-Carhaix (bret. Mêl-Karaez) – miejscowość i gmina we Francji, w regionie Bretania, w departamencie Côtes-d’Armor.
Według danych na rok 1990 gminę zamieszkiwały 1613 osoby, a gęstość zaludnienia wynosiła 44 osoby/km² (wśród 1269 gmin Bretanii Maël-Carhaix plasuje się na 394. miejscu pod względem liczby ludności, natomiast pod względem powierzchni na miejscu 177.).